# Гексаниобат калия
Гексаниобат калия — неорганическое соединение,
соль калия и ниобиевой кислоты
с формулой K8Nb6O19,
бесцветные кристаллы,
растворяется в воде,
образует кристаллогидраты.

## Получение
- Сплавление стехиометрических количеств пятиокиси ниобия и гидроксида калия:

{\displaystyle {\mathsf {3Nb_{2}O_{5}+8KOH\ {\xrightarrow {T}}\ K_{8}Nb_{6}O_{19}+4H_{2}O}}}

## Физические свойства
Гексаниобат калия образует бесцветные кристаллы.
Растворяется в воде с гидролизом. Устойчивы в водных растворах с pH = 13.
Образует кристаллогидраты состава K8Nb6O19•n H2O, где n = 4

и 16
.

## Химические свойства
- Слабощелочные (pH=9÷13) водные растворы подвергаются гидролизу:

{\displaystyle {\mathsf {K_{8}Nb_{6}O_{19}+H_{2}O\ {\xrightarrow {}}\ K_{7}HNb_{6}O_{19}+KOH}}}
кислая соль образует кристаллогидраты K7HNb6O19•n H2O, где n = 12 и 13.